# Wrigley Gulf
Der Wrigley Gulf (englisch) ist eine etwa 185 km breite und annähernd rechtwinklig geformte Einbuchtung des Getz-Schelfeis vor der Hobbs-Küste des westantarktischen Marie-Byrd-Lands. Sie liegt zwischen der Grant-Insel im Westen und dem Kap Dart der Siple-Insel im Osten. An ihrem Kopfende befindet sich die nahezu vollständig vom Schelfeis umschlossene Dean-Insel.
Teilnehmer der United States Antarctic Service Expedition (1939–1941) unter Leitung des US-amerikanischen Polarforschers Richard Evelyn Byrd entdeckten sie im Dezember 1940. Namensgeber der seit 1947 vom Advisory Committee on Antarctic Names anerkannten Benennung ist der Unternehmer Philip Knight Wrigley (1894–1977) aus Chicago, Geschäftsführer der Wrigley Company, Inhaber der Chicago Cubs und Sponsor der Expedition.